# Gonzalo Bilbao
Gonzalo Bilbao Martínez (n. 27 mai 1860, Sevilla, Andaluzia, Spania – d. 4 decembrie 1938, Madrid, Noua Castilie⁠(d), Spania) a fost un pictor costumbrist și profesor de artă spaniol.

## Biografie
S-a născut la Sevilla, fiul unui avocat înstărit și fratele mai mare al sculptorului Joaquín Bilbao⁠(d). Încurajat fiind de José Jiménez Aranda, a început să deseneze de la o vârstă fragedă. La insistențele tatălui său, a studiat dreptul împreună cu lecțiile de artă.
În 1880, și-a luat licența în drept, dar nu a practicat niciodată, continuându-și lecțiile de artă și dedicându-se exclusiv picturii. După cum s-a dovedit, tatăl său a fost mulțumit de rezultate și i-a plătit cheltuielile pentru călătoria în Franța și Italia cu Aranda. A rămas în Italia trei ani, stabilindu-se la Roma și călătorind frecvent la Napoli și Veneția, unde a pictat atât scene urbane, cât și rurale.

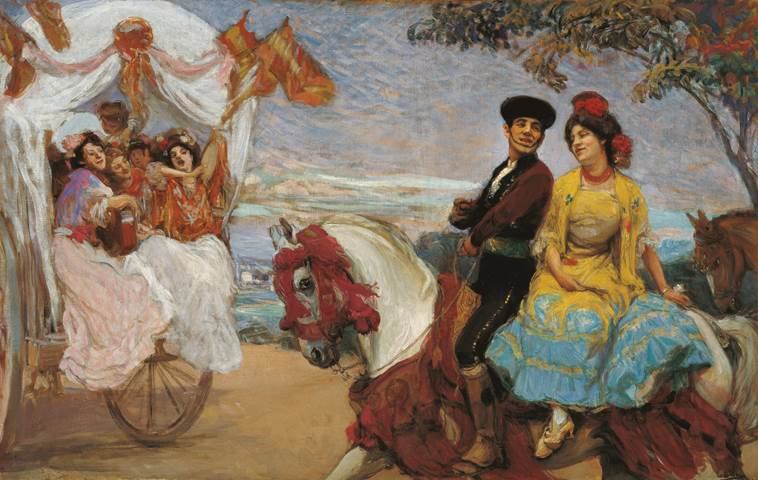
Romería (pelerinaj)

S-a întors în Spania în 1884. Temperamentul său agitat îl făcea să se obișnuiască cu greutate cu viața din Sevilla, așa că s-a mutat constant, pictând peisaje și a pierdut puțin timp planificând noi călătorii, vizitând Algeria și Maroc. De acolo, a fost înapoi la Paris, unde și-a vândut picturile marocane. Călătoriile sale au continuat prin Europa și America.
În 1893, a fost numit membru al Academiei de Bellas Artes și în 1901, a devenit președinte al Ateneului⁠(d). În 1903, i-a urmat lui Aranda ca profesor la Real Academia de Bellas Artes de Santa Isabel de Hungría⁠(d), unde printre studenții săi au fost Daniel Vázquez Díaz și Eugenio Hermoso⁠(d). În 1904, s-a căsătorit cu fiica unui bancher francez.

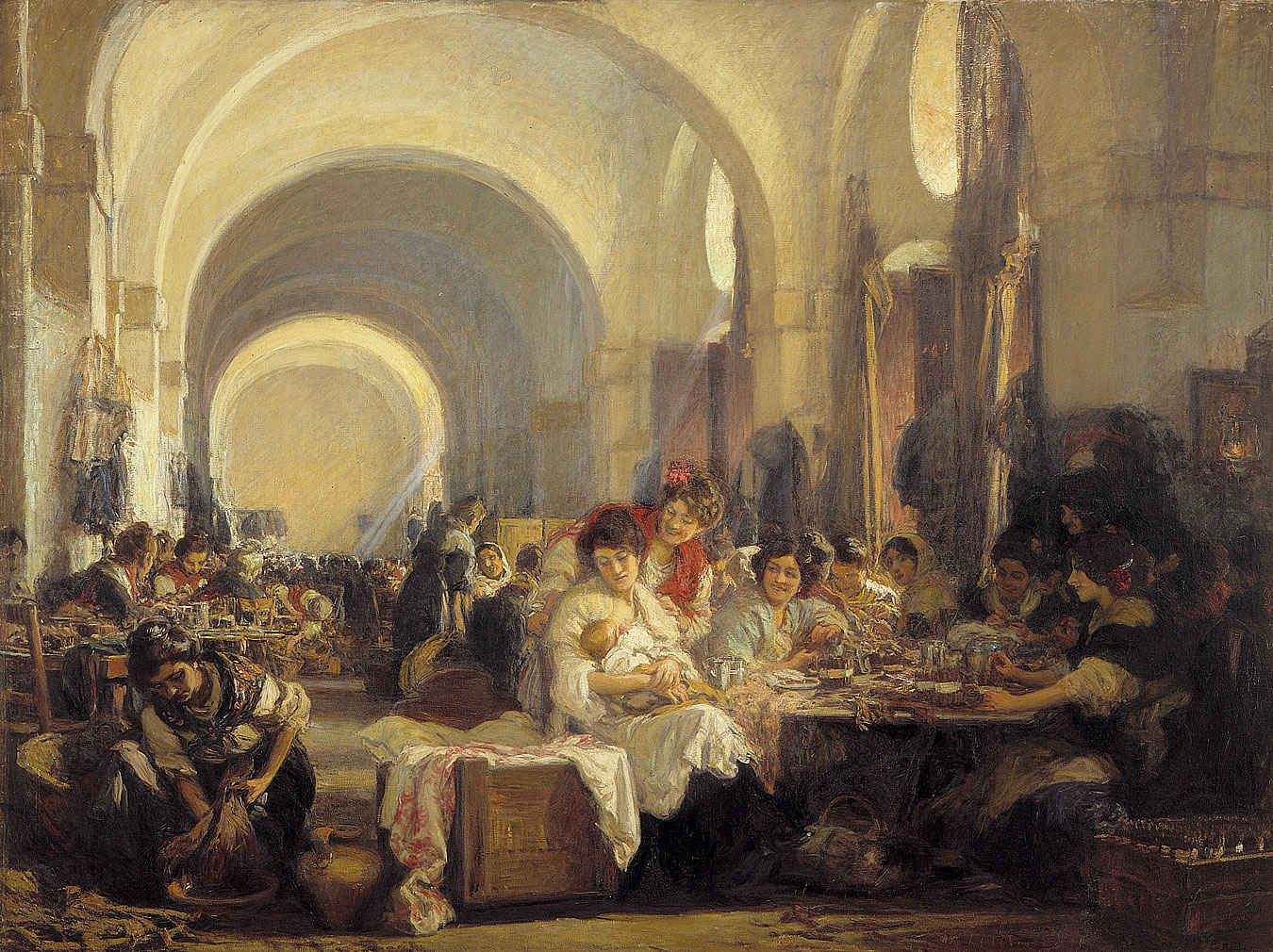
Las Cigarreras (Fabricanții de trabucuri)

El este probabil cel mai cunoscut pentru o serie de schițe și picturi care înfățișează „cigarreras” (fabricanții de trabucuri), realizate în anii 1910 la Fabrica Regală de Tutun. În ultimii săi ani, a primit numeroase premii, inclusiv Ordinul Isabela Catolica și Ordinul lui Carlos al III-lea.
În 1935, a fost ales membru al Real Academia de Bellas Artes de San Fernando și s-a mutat la Madrid. A murit la Madrid, la vârsta de 78 de ani, în timpul războiului civil spaniol, în timp ce orașul era sub asediu. După război, văduva sa a donat lucrările rămase Muzeului de Arte Frumoase.